# Jacksonville (Vermont)
Jacksonville ist ein Village in der Town Whitingham im Windham County des Bundesstaates Vermont in den Vereinigten Staaten mit 213 Einwohnern (laut Volkszählung von 2020). Jacksonville liegt im Nordosten der Town Whitingham, es wird vom North River durchflossen.

## Geschichte
Whitingham wurde am 12. März 1770 gegründet. Nathan Whiting, der im Jahr 1767 eine Petition bezüglich der Besiedlung des Gebietes an den kommissarischen Gouverneur der Provinz New York, Cadwallader Colden, geschrieben hatte, erhielt mit zwölf weiteren Personen einen Grant für das Gebiet.
Das Village Jacksonville wurde 1905 mit eigenständigen Rechten versehen. Zunächst war es bekannt als New Boston, später als Martin’s Mills. Zu Ehren von Präsident Andrew Jackson wurde es in Jacksonville umbenannt. In diesem Gebiet startete die Besiedlung im Jahr 1808. Begünstigt durch die Lage am schnell fließenden North River entstanden hier die ersten Mühlen und dadurch entwickelte sich Jacksonville zum wirtschaftlichen Zentrum der Town Whitingham.

### Einwohnerentwicklung
| Jahr      | 1900 | 1910 | 1920 | 1930 | 1940 | 1950 | 1960 | 1970 | 1980 | 1990 |
| --------- | ---- | ---- | ---- | ---- | ---- | ---- | ---- | ---- | ---- | ---- |
| Einwohner |      | 212  | 221  | 220  | 240  | 220  | 240  | 251  | 252  | 244  |
| Jahr      | 2000 | 2010 | 2020 | 2030 | 2040 | 2050 | 2060 | 2070 | 2080 | 2090 |
| Einwohner | 237  | 223  | 213  |      |      |      |      |      |      |      |

Volkszählungsergebnis Jacksonville, Vermont

## Wirtschaft und Infrastruktur

### Verkehr
Jacksonville ist durch die Vermont State Route 100 an den kontinentalen Straßenverkehr angeschlossen. Sie verläuft von Südwesten in den Nordwesten. Aus dem Südosten kommend stößt im Zentrum des Villages die Vermont State Route 112 auf die Vermont State Route 100.

## Persönlichkeiten

### Persönlichkeiten, die vor Ort gewirkt haben
- Tom Sutton (1937–2002), Comicautor